# Special Olympics Sudan
Special Olympics Sudan (englisch: Special Olympics Sudan) ist der sudanesische Verband von Special Olympics International, der weltweit größten Sportbewegung für Menschen mit geistiger Behinderung und Mehrfachbehinderung. Ziel ist die sportliche Förderung dieser Personengruppe und die Sensibilisierung der Gesellschaft für sie. Außerdem betreut der Verband die sudanesischen Athletinnen und Athleten bei den Special Olympics Wettbewerben.

## Geschichte
Special Olympics Sudan wurde 1999 mit Sitz in Khartum gegründet.

## Aktivitäten
2016 waren 3.518 Athletinnen, Athleten und Unified Partner sowie 70 Trainer bei Special Olympics Sudan registriert.
Der Verband nahm 2019 am Programm Athlete Leadership teil, das von Special Olympics International ins Leben gerufen worden waren.

### Sportarten
Folgende Sportarten wurden 2019 vom Verband angeboten:
- Badminton (Special Olympics)
- Basketball (Special Olympics)
- Boccia (Special Olympics)
- Fußball (Special Olympics)
- Kraftdreikampf (Special Olympics)
- Leichtathletik (Special Olympics)
- Schneeschuhlaufen (Special Olympics)
- Schwimmen (Special Olympics)
- Tischtennis (Special Olympics)

### Teilnahme an Weltspielen vor 2020 (Auswahl)
(Quelle:)
- 2007 Special Olympics World Summer Games, Shanghai, China
- 2009 Special Olympics World Winter Games, Boise, USA
- 2019 Special Olympics, World Summer Games, Abu Dhabi (33 Athletinnen und Athleten)[2]

### Teilnahme an den Special Olympics World Summer Games 2023 in Berlin
Special Olympics Sudan hat seine Teilnahme an den Special Olympics World Summer Games 2023 angekündigt. Die Delegation wird vor den Spielen im Rahmen des Host Town Program von Bad Blankenburg, Rudolstadt und Saalfeld betreut.